# Six God Combination Godmars
Six God Combination God Mars (яп. 六神合体ゴッドマーズ Рокусин Гаттай Годдомадзу) — японский аниме-сериал, выпущенный студией TMS Entertainment. Транслировался по телеканалу  Nippon TV с 2 октября 1981 года по 24 декабря 1982 года. Всего выпущены 64 серии аниме. Также студией были выпущены полнометражный мультфильм и OVA-серия. Сериал был дублирован на итальянском языке.

## Сюжет
В футуристическом 1999 году человечество стало осваивать космическое пространство за пределами солнечной системы, однако это не понравилось правителю планеты Гисин — императору Зоулу, который намеревается подчинить всю галактику. Так он решает уничтожить Землю, отправив туда капсулу с ребёнком по имени Марсо и супер-роботом Гайа. В нужное время он должен был пробудиться и с помощью робота уничтожить всю Землю, однако планы Зоула не осуществляются, когда капсула преждевременно раскрывается и младенца подбирает японская семья и решает вырастить мальчика. Он получает имя Такэру и растёт с любовью к Земле и человечеству, и 17 лет спустя, когда время приходит, Такэру отказывается уничтожить Планету. Наоборот решает защитить Землю и вступает в элитный отряд. В критические ситуации, Такэру может призывать ещё 5 роботов: Сфинкса, Урана, Титана, Сина и Ра, которые вместе образуют супер-огромного робота.

## Список персонажей
- Такэру Модзин (яп. 明神タケル) — главный герой истории, ему 17 лет. Позже выясняется, что он вовсе не Японец, а попал на Землю в космической капсуле и родом из планеты Дзисин и был изгнан из планеты по плану злого императора Зоула чтобы уничтожить Землю. Так и Такэру есть брат-близнец по имени Маргу. Очень самоуверенный и храбрый, готов стать жертвой ради спасения планеты. Может на короткое время предсказывать будущее. Пилотирует робота G-R.
- Мика Дзюга (яп. 日向ミカ) — помощница Такэру. Ей 15 лет. Очень лояльно относится к Такэру. О её прошлом ничего не известно.
- Кэндзи Асука (яп. 飛鳥ケンジ) — глава команды. Позже был избран управляющем корабля. Ему 23 года.
- Акира Кисю (яп. 木曽アキラ) — член команды. Ему 16 лет. Играет комическую роль, очень упрямый и не дальновидный.
- Наото Идзю (яп. 伊集院ナオト) — член команды, ему 17 лет. Упрямый и находится в сопернических отношениях с Такэру. Заинтересован в Мике.
- Намида (яп. 明石ナミダ) — сирота, был подобран командой после атаки родного города Дзисинами. Потерял тогда обоих родителей. Ему 10 лет. Вскоре становится реальным поклонником Такэру, создавая новые книги и заметки о нём.
- Маргу (яп. マーグ) — брат-близнец Такэру. В возрасте 10 лет потерял мать. После того, как узнал, о том, что Такэро борется на стороне Земли, решает помочь ему. Умирает в 19 серии.
- Зоул (яп. ズール皇帝) — злой правитель планеты Дзисин. Внешне похож на робота, однако если его убить, то его тело распространит миллиарды спор с вирусом, которые поразят многие планеты и убьют всё живое. Намеревался уничтожить Землю и для этого отправил капсулу с Марсом (Такэро), чтобы тот в нужное время пробудился, однако капсула при посадке на Землю ударилась об скалу и раскрылась раньше.
- Роз (яп. ロゼ) — родом из 8 планеты Суккуб системы Дзисин. Изначально была послана, чтобы убить Такэру, но после смерти Маргу решила помогать главным героям и свергнуть Зоула. Её сестра Лун борется с повстанцами на родной планете. В конце истории возвращается на свою планету, чтобы помочь её людям.
- Флоул (яп. フローレ) — родом из планеты Марумер и её законная наследница престола. Ей 17 лет. Однако от неё отрёкся отец, так как она обладает отрицательной энергией, а не положительной. Бежала из планеты в 17 лет и потеряла приёмных родителей и также была заключена в тюрьму Гироля. Позже решила сражаться с повстанцами, обладающими отрицательной энергией. Позже присоединяется к команде Такэру.
- Гош — вождь повстанцев планеты Марумер. Сражается против войск Гироля. Потерял родителей в возрасте 8 лет. Сначала намеревался убить Флоул, как дочь короля но после того, как узнаёт о её отрицательной энергии, объединяется с ней. Погибает в 44 серии.
- Гирон (яп. ギロン総統) — король планеты Марумер, отец Флоул. После того, как узнал, что его дочь родилась с отрицательной энергией, решил убить девочку, а жену заключить в тюрьму. На самом деле Гирон одержим демоном. Намеревается уничтожить всех живых существ, обладающих отрицательной энергией и уничтожить Землю.

## Роли озвучивали
- Ю Мидзусима — Марс/Такэру Мёдзин
- Юдзи Мицуя — Марг
- Косэй Томита — Секретарь Оцука
- Горо Ная — Император Зул
- Хироя Исимару — Кэндзи Асука
- Хиротака Судзуоки — Наото Идзюин
- Ёку Сиоя — Акира Кисо
- Ёко Каванами — Мика Хёга
- Румико Укай — Роз
- Тосико Маэда — Сидзуко Мёдзин
- Митико Хирай — Аида
- Ёсико Сакакибара — Флора
- Эйко Ямада — Намида
- Эйдзи Каниэ — Голос за кадром
- Акио Нодзима — Гаш
- Кумико Такидзава — Руи
- Кадзуэ Комия — Сунпа